# Северная Рясня
Северная Рясня — река в России, протекает по Старицкому району Тверской области. Устье реки находится в 48 км от устья Большой Коши по левому берегу. Длина реки составляет 21 км, площадь водосборного бассейна — 101 км².

## Данные водного реестра
По данным государственного водного реестра России относится к Верхневолжскому бассейновому округу, водохозяйственный участок реки — Волга от Верхневолжского бейшлота до города Зубцов, без реки Вазуза от истока до Зубцовского гидроузла, речной подбассейн реки — бассейны притоков (Верхней) Волги до Рыбинского водохранилища. Речной бассейн реки — (Верхняя) Волга до Куйбышевского водохранилища (без бассейна Оки).
Код объекта в государственном водном реестре — 08010100412110000000502.